# Círculo horario
Para otros usos de círculo, véase Círculo (desambiguación)
Los Círculos horarios son los círculos máximos de la esfera celeste que pasan por los polos celestes. En particular el meridiano del lugar es un círculo horario.